# Sherrill Milnes
Sherrill Milnes (Downers Grove, Illinois, 10 de gener de 1935) és un baríton estatunidenc, famós per les seues interpretacions de papers verdians. Des de mitjans dels anys seixanta fins a 1997 va estar associat a la Metropolitan Opera.
Milnes va nàixer a Downers Grove, Illinois en una granja ramadera. Des d'infant va mostrar un gran talent musical: a més de cantar, tocava el piano, el violí, la viola, contrabaix, el clarinet, i la tuba.
Va estudiar música a la Universitat de Drake i a la Universitat del Nord-oest, amb la idea de fer-se professor, però després de graduar-se es va dedicar a preparar-se com a cantant d'òpera, estudiant breument amb la famosa soprano Rosa Ponselle. L'any 1960 es va unir al Teatre d'Òpera de Borís Goldovsky, debutant com Masetto en Don Giovanni. El 1961 va debutar en l'Òpera de Baltimore, dirigida per Ponselle, com Gérard en Andrea Chénier.
L'any 1964 va obtenir el seu primer gran triomf, cantant el paper de Valentin en l'òpera de Charles Gounod Faust en la New York City Opera, paper amb què també va debutar en el Metropolitan Opera l'any 1965.
El 1964 va fer el seu debut europeu com a Fígaro en El barber de Sevilla al Teatro Nuovo de Milà. Tanmateix, va ser la seua interpretació de Miller, en l'òpera verdiana Luisa Miller el 1968 la que el va llançar a la fama internacional.
A principis dels anys 1980, Milnes va experimentar problemes de salut vocal, però els va superar.
L'any 1998 va publicar unes memòries, American Aria (ISBN 0-02-864739-4).
Des de 2001 Milnes ha aportat la seua experiència als joves talents operístics a través de la "V.O.I.C. Experience" (Vocal and Operatic Intensive Creative Experience), institució fundada l'any 2001 per Sherrill Milnes i la seua esposa Maria Zouves. El seu treball consisteix a presentar educadors i intèrprets del més alt nivell als cantants clàssics nord-americans. Açò els permet compartir el seu coneixement a través de classes magistrals, assajos privats, presentacions, consultes individualitzades, conferències i interpretacions. Lluiten per crear un punt de vista realista dels molts desafiaments que els cantants han d'afrontar al llarg de la seua carrera. El programa permet tant als amants de l'òpera com als cantants una interacció única en el procés creatiu.

## Papers
Amb la seua veu de baríton, s'ha especialitzat en papers verdians i puccinians, entre els quals cal destacar:
- Verdi: Miller de Luisa Miller, Rigoletto, Macbeth, Renato d'Un ballo in maschera, Don Carlo de La forza del destino, Iago d'Otello.
- Puccini: Scarpia de Tosca, Rance de La fanciulla del West.
- Altres: Fígaro d'El barber de Sevilla de Rossini, Barnaba de La Gioconda de Ponchielli.

## Referència (parcial)
- Blyth, A., Notes "Tin top baritones & Basses", Decca 436 464-2, 1993.